# Mniszki (ptaki)
Mniszki (Lonchurinae) – podrodzina ptaków z rodziny astryldowatych (Estrildidae). 

## Występowanie
Podrodzina obejmuje gatunki występujące w Afryce, Azji i Australazji.

## Systematyka
Do podrodziny należą następujące rodzaje:
- Odontospiza Oberholser, 1905 – jedynym przedstawicielem jest Odontospiza griseicapilla (Delacour, 1943) – mniszka łuskolica
- Spermestes Swainson, 1837
- Lepidopygia Reichenbach, 1862 – jedynym przedstawicielem jest Lepidopygia nana (Pucheran, 1845) – mniszeczka
- Euodice Reichenbach, 1862
- Lonchura Sykes, 1832
- Heteromunia Mathews, 1913 – jedynym przedstawicielem jest Heteromunia pectoralis (Gould, 1841) – pastelarka
- Oreostruthus De Vis, 1898 – jedynym przedstawicielem jest Oreostruthus fuliginosus (De Vis, 1897) – kraśniczek brunatny
- Stagonopleura Reichenbach, 1850
- Neochmia G.R. Gray, 1849
- Emblema Gould, 1842
- Stizoptera Oberholser, 1899 – jedynym przedstawicielem jest Stizoptera bichenovii (Vigors & Horsfield, 1827) – zeberka białolica
- Taeniopygia Reichenbach, 186 – jedynym przedstawicielem jest Taeniopygia guttata (Vieillot, 1817) – zeberka zwyczajna
- Poephila Gould, 1842
- Chloebia Reichenbach, 1862 – jedynym przedstawicielem jest Chloebia gouldiae (Gould, 1844) – amadyniec
- Erythrura Swainson, 1837